# National Encounter parti
National Encounter parti er et socialdemokratisk og centrum-venstre-parti i Paraguay.
Det er medlem af Patriotisk Alliance For Forandring.
| Politisk parti | Spire Denne artikel om et politisk parti eller gruppe er en spire som bør udbygges. Du er velkommen til at hjælpe Wikipedia ved at udvide den. |